# Si-Meng-Schule
Die Si-Meng-Schule (chinesisch 思孟學派 / 思孟学派, Pinyin Sī-Mèng xuépài, englisch School of Zisi and Master Meng) bzw. Schule von Zisi und Meister Meng  war eine der konfuzianischen Schulen in der Zeit der Streitenden Reiche. Meister Meng (Mencius) studierte bei einem Schüler von Zisi (子思; ca. 481–402 v. u. Z., geboren als Kong Ji 孔伋), dem Enkel von Meister Kong (Konfuzius). Später entwickelte Meng Zisis Theorien weiter und systematisierte sie, daher rührt der Name der Schule. Zu den von den beiden Philosophen vertretenen Ideen zählen solche wie „Das Wesen des Menschen ist gut“ (xìng shàn 性善), „Charakterbildung durch Bewußtseinsentwicklung“ (jìn xīn yǎng xìng 尽心养性), „Chéng [诚 Wahrhaftigkeit] ist Anfang und Ende aller Dinge“, „Ohne Chéng kein Ding“ und so weiter. Die Werke  Zhongyong (Mitte und Maß) und Buch von Meister Meng  (Mengzi) sind repräsentative Werke dieser Schule.
Die Schrift Kritik an zwölf Philosophen – d. h. das sechste Kapitel des Buches von Meister Xun  (Xunzi); die mit einem Loblied auf die Lehre von Konfuzius und dessen Schüler Zigong endet, geht zuvor scharf mit diesem Denkerpaar (Zisi und Mencius) ins Gericht: „Die konfusen und gemeinen Ju [= Konfuzianer] von heute übersehen mit all ihrem Stimmenaufwand das Falsche an dieser Theorie, ja nehmen sie nicht nur an, sondern überliefern sie auch noch der Nachwelt.“